# Co Hoogendoorn
Co Hoogendoorn (Sloterdijk, 25 september 1952) is een Nederlands voormalig wielrenner.
Als Amateur won Hoogendoorn de Ronde van Drenthe in 1974 en een etappe in Olympia's Tour in 1974 en 1975. Hij was van 1976 tot 1978 profwielrenner. In zijn eerste jaar als prof reed hij de Ronde van Spanje en de Ronde van Frankrijk. In de Ronde van Spanje werd hij derde in de proloog maar hij wist deze ronde net als de Ronde van Frankrijk, waar hij met zijn ploeg TI-Raleigh de ploegentijdrit won niet uit te rijden.

## Palmares
1974
Ronde van Drenthe
6e etappe Olympia's Tour
1975
5e etappe Olympia's Tour
1976
Ridderkerk
4e etappe A Ronde van Frankrijk (ploegentijdrit)
1977
Leende
1978
 Nederlands kampioenschap baanwielrennen 50km

## Resultaten in voornaamste wedstrijden
| Jaar | Ronde van Italië | Ronde van Frankrijk | Ronde van Spanje |
| ---- | ---------------- | ------------------- | ---------------- |
| 1976 |                  | opgave              | buiten tijd      |

| Jaar | Amstel Gold Race |
| ---- | ---------------- |
| 1976 | 74e              |